# دسميد نحيل الرأس
دسميد نحيل الرأس (الاسم العلمي: Desmidium graciliceps) هو نوع من الطحالب الخضراء يتبع جنس الدسميد من فصيلة الدسميدية.